# Anton Flešár
Anton Flešár (ur. 8 maja 1944 w Stropkovie, zm. 11 kwietnia 2024 w Koszycach) – słowacki piłkarz grający na pozycji bramkarza. Gracz brał udział w mistrzostwach świata w 1970 roku.